# Финтинеле (Марамуреш)
Финтинеле (рум. Fântânele) — село у повіті Марамуреш в Румунії. Адміністративно підпорядковане місту Тиргу-Лепуш.
Село розташоване на відстані 374 км на північний захід від Бухареста, 33 км на південний схід від Бая-Маре, 72 км на північ від Клуж-Напоки.

## Населення
За даними перепису населення 2002 року у селі проживали 313 осіб, з них 311 осіб (99,4%) румунів. Усі жителі села рідною мовою назвали румунську.